# Bursera suntui
Bursera suntui är en tvåhjärtbladig växtart som beskrevs av C.A. Toledo Manzur. Bursera suntui ingår i släktet Bursera och familjen Burseraceae. Inga underarter finns listade i Catalogue of Life.